# Azolla nilotica
Azolla nilotica är en simbräkenväxtart som beskrevs av Joseph Decaisne och Georg Heinrich Mettenius. Azolla nilotica ingår i släktet Azolla och familjen Salviniaceae.
IUCN kategoriserar arten globalt som livskraftig (LC). Inga underarter finns listade.